# ایستگاه متروی باربیکان
ایستگاه متروی باربیکان (انگلیسی: Barbican tube station) یک ایستگاه در خط متروپولیتن، خط همرسمیت و سیتی و خط سیرکل متروی لندن است.
این ایستگاه که در سال ۱۸۶۵ تأسیس شده به صورت فضای باز طراحی شده است.